# 功山寺挙兵

高杉晋作挙兵像（功山寺境内）

功山寺挙兵（こうざんじきょへい）は、元治元年12月15日（1865年1月12日）に高杉晋作ら正義派の長州藩諸隊が、俗論派（保守派）打倒のために功山寺（下関市長府）で起こしたクーデター。
回天義挙とも。これに端を発する長州藩内の一連の紛争を元治の内乱という。結果は、第一次長州征討以降主導権を握っていた保守派を破って長州を再び討幕へと導くこととなった。

## 概要
禁門の変・馬関戦争の後、朝廷と江戸幕府は長州藩へ、懲罰として十五万もの征長軍派遣を決定した（長州征討）。長州では藩存亡の危機を前に、攘夷を志向しこれまで藩制を指導してきた長州正義派と、正義派の藩制指導に反発する椋梨藤太に率いられた俗論派らの争いが激化し、武力衝突にまで発展する。最終的に正義派が勝利し俗論派は排撃されたが、正義派・俗論派・征長軍の各勢力内は細かく分派し、それぞれが独自行動をしたため事件は複雑な経緯を辿る。

## 主な団体と人物

### 長州正義派
尊皇攘夷を志向して藩政を指導。
京都で八月十八日の政変ならびに禁門の変を引き起こし長州を存亡の危機に陥れる。征長軍が迫る中でも藩政改革（主に軍備軍制改革）を主張し、謝罪はすれども責任者の処罰や領地割譲を断固拒否する武備恭順を説いた。
俗論派が藩政を握ると、高位の正義派藩士の多くが投獄・処刑される。
- 福原元僴　（長州藩家老）
- 益田親施　（長州藩家老）
- 国司親相　（長州藩家老格）
- 清水親知　（長州藩家老格）
- 宍戸真澂　（長州藩士）
- 山田亦介　（長州藩士）
- 前田孫右衛門　（長州藩士）
- 竹内正兵衛　（長州藩士）
- 毛利登人　（長州藩士）
- 松島剛蔵　（長州藩士）
- 中村九郎　（長州藩士）
- 佐久間左兵衛　（長州藩士）
- 大和弥八郎　（長州藩士）
- 渡辺内蔵太　（長州藩士）
- 楢崎弥八郎　（長州藩士）
- 周布政之助　（長州藩士）

### 長州正義派諸隊
長州藩の攘夷方針に従い、兵力増強のために長州藩士のみならず、長州藩士以外の武士・庶民を兵員として編成された混成部隊の総称。
主な部隊に奇兵隊、御楯隊、遊撃隊、八幡隊、南園隊、力士隊などがあり、幹部や兵員には長州出身者だけでなく、他藩の脱藩浪士や攘夷志士が多く参加した。
高位の正義派藩士が追い落とされ、長州全体が俗論派に牛耳られる中、藩政府の統制を離れ、最終的に決起して俗論派の萩藩政府を打ち破る。決起時の総員は750人。うち奇兵隊が400人を占めた。諸隊の大半は正義派に属したが、荻野隊や力士隊の一部は俗論派の萩藩政府につき正義派諸隊と戦った。
- 高杉晋作　（長州藩士　奇兵隊創始者）
- 井上聞多　（長州藩士　鴻城隊総督）
- 赤禰武人　（長州藩士　奇兵隊総督）
- 山県狂介　（長州藩士（中間）　奇兵隊軍監）
- 石川小五郎　（長州藩士　遊撃隊総督）
- 伊藤俊輔　（長州藩士　力士隊総督）
- 太田市之進　（長州藩士　御楯隊総督）
- 佐世八十郎　（長州藩士　高杉の参謀）
- 吉富簡一　（周防国矢原村の豪農）

### 長州俗論派
長州藩内の佐幕派。
長州に征長軍が迫る際、正義派を追い落とし藩政を握る。
幕府への絶対（純一）恭順を説き、正義派高官を捕らえ大量に処刑するなど強権的な勢力であったという。ただし正義派高官の処刑については幕府（征長軍）が促した為とされる資料もある。
- 椋梨藤太　（長州藩士　政務座）
- 中川宇右衛門　（長州藩士）
- 粟屋親忠　（長州藩士）
- 村岡伊助　（長州藩士）
- 井上快雪　（徳山藩士）
- 飯田厚蔵　（徳山藩士）

### 鎮静会議員・その他長州藩士
長州藩士は正義派・俗論派に別れ相争った一方で、大半の藩士がどちらにも属さず両派の争いを止めようともした。その中でも特に両者の停戦に尽力した一
派は東光寺派、あるいは鎮静会議員と呼ばれた。
正義派に同情的であっても、私情は私情として藩政府の指示に従う藩士も多かった。
- 桜井三木三　（長州藩士）
- 広沢真臣　（長州藩士）
- 杉孫七郎　（長州藩士）
- 浦元襄　（長州藩士）
- 根来上総　（長州藩士　馬関総奉行）

### 長州藩侯
長州藩主。
萩藩の最高権力者であるものの指導力を発揮できず、時々に藩政を牛耳る正義派・俗論派の両方の意見に半ば盲目的に従った。
- 毛利敬親　（前長州藩藩主　隠居したものの長州藩内ではトップと目されていた）
- 毛利元徳　（長州藩藩主　敬親子息）

### 長州支藩
長州には複数の支藩があり、支藩藩主らは概ね尊皇攘夷思考で正義派に同情的であったが、正義派・俗論派の争いは宗藩である長州本藩の内部抗争として積極的な介入を避けた。
しかし俗論派が長州本藩を掌握し正義派諸隊に圧力をかけると、居場所をなくした諸隊は無許可で長府藩に移動し、支藩藩主らに正義派への助力を乞う。
- 毛利元周　（長府藩藩主）
- 毛利元純　（清末藩藩主）
- 三吉周亮　（長府藩次席家老）

### 長州藩岩国領
長州には支藩の他に、関ヶ原の戦いの経緯により江戸幕府から半ば独立勢力と認められた岩国領があった。
長州藩・毛利氏の家臣であり岩国領領主である吉川経幹は、朝敵認定され、かつ内乱状態に陥り身動きの取れない長州本藩の代わりに、長州藩を代表して幕府と和戦交渉をした。吉川は、征長軍との開戦回避のために正義派幹部の処刑をしきりに求めた為、高杉からは俗論派筆頭・奸臣と憎悪された。しかし、征長軍が困難な休戦条件を持ち出す度、長州本藩の利益と藩主父子の安全を最優先に交渉に臨み、戦争を回避させたのも吉川であった。
- 吉川経幹　（岩国領領主）

### 五卿
八月十八日の政変により、長州に亡命し山口に在した七卿落ちの残存メンバー。
禁門の変の際には上洛しようとしたが、失敗して山口に戻る。攘夷の意志を持ち、諸隊が俗論派に追われて山口を退出する際は長府行に同行した。
五卿の長州退去が戦争回避の条件の一部となり、九州へ移る際も最大限正義派の為に行動した。
- 三条実美
- 三条西季知
- 四条隆謌
- 東久世通禧
- 壬生基修

### 脱藩浪士
禁門の変の際に決起し、敗北後は長州軍に帯同し長州に亡命した諸国の脱藩浪士たち。
亡命後は五卿の家臣になるか、正義派諸隊の一つである遊撃隊に入隊するかに別れた。征長軍が迫る際、他藩にネットワークを持つ脱藩浪士たちは長州を救うべく他藩へ積極的に和平斡旋をした。五卿が長州から退去する際は、五卿を奉じる脱藩浪士は一緒に九州に移り、遊撃隊の脱藩浪士は高杉晋作の決起に協力した。総員は遊撃隊に入隊した者を含め70人程度。
- 中岡慎太郎　（土佐脱藩浪士　公卿らの世話役）
- 中村円太　（福岡脱藩浪士）
- 淵上郁太郎　（久留米脱藩浪士）
- 所郁太郎　（美濃国の医者　遊撃隊軍監）
- 高橋熊太郎　（水戸脱藩浪士　遊撃隊参謀）

### 征長軍総督府
朝廷および幕府より長州征討を命じられ、西国を中心に三十五藩の藩兵により構成された討伐軍。
総督は尾張藩主徳川慶勝で、広島を本営とし長州征討に関する全権を委任されていた。副総督は越前藩主松平茂昭で、小倉を本営とし九州諸藩を統括した。総勢十五万人という大連合軍であるが、幕閣と総督の意思疎通すら出来ておらず、動員された諸藩の士気も低かった。
- 徳川慶勝　（尾張藩藩主　征長軍総督　広島を本営とする）
- 成瀬正肥　（尾張藩附家老　総督名代）
- 長谷川敬　（尾張藩士　巡見使の一人）
- 永井尚志　（江戸幕府大目付・若年寄　広島征長軍帯同）
- 戸川安愛　（江戸幕府目付　広島征長軍帯同）
- 松平茂昭　（越前藩藩主・征長軍副総督　九州諸藩統括　小倉に在する）
- 若井鍬吉　（尾張藩士　小倉に在した広島本営との連絡役）

### 福岡藩
征長軍に属す。福岡藩には多くの攘夷志士がおり、その筆頭である加藤司書は福岡藩の執政に任じられ、藩主黒田長溥も尊王攘夷派と目されていた。そのため長州正義派は、福岡藩攘夷派を筑前正義派と呼び身内扱いしていた。
福岡藩の攘夷派も、攘夷を実行した長州を高く評価し、かつ内戦を無益と考え戦争回避と長州藩の赦免に積極的に関与し、また諸隊の状況に同情し長州内の内戦回避にも尽力した。
- 加藤司書　（福岡藩執政）
- 月形洗蔵　（福岡藩士）
- 喜多岡勇平　（福岡藩士）
- 筑紫衛　（福岡藩士）
- 建部武彦　（福岡藩士）
- 早川養敬　（福岡藩医）

### 薩摩藩
征長軍に属す。
薩摩藩は禁門の変で長州撃退の功績があったため、征長軍で大きな発言力を持っていた。
長州藩は敵となった薩摩を薩賊と呼び激しく憎んでいた。禁門の変では長州と相対した薩摩ではあるが、先年、薩英戦争があり、外国勢力が日本に迫る時に内戦は無益であるとの認識から長州征討回避に動く。西郷隆盛は征長軍総督慶勝の信任を得て戦争回避の交渉を取り仕切った。薩摩藩は藩命として長州内の内戦回避にも尽力した。
- 西郷隆盛　（薩摩藩士　征長軍における薩摩藩代表）
- 高崎五六　（薩摩藩士）

## 経過

### 元治元年9月

#### 俗論派の攻勢
元治元年9月25日、山口政事堂で藩主敬親臨席の元、君前会議が開かれ正義派の代表格である井上聞多は武備恭順論・藩政改革を説いた。
俗論派の抵抗により会議は紛糾したが、最終的に敬親が武備恭順を長州の国是とする事を言明して終わった。
しかし会議からの帰途、井上は暴徒（俗論派の刺客）に襲われ重傷を負う。
9月26日、禁門の変を阻止出来なかった事に責任を感じていた周布政之助（麻田公輔）が自害する。
聞多襲撃と周布自害は正義派に大打撃を与え、藩の要職を占めていた正義派は次々解任され、代わって登用された俗論派の幹部らが藩政府を掌握していく。
また幕府が長州征討を決定し西国諸藩に動員をかけたとの情報がもたらされる。
俗論派は禁門の変を積極的に指導した正義派三家老、福原元僴、益田親施、国司親相を切腹させ幕府に降伏する事を主張した。これに対し長州正義派の一つである諸隊の幹部は三家老切腹反対の建議書を提出した。
9月30日、攘夷を理由に山口城へ居を移していた藩主親子の萩への帰還が決定する。
諸隊は、俗論派の牙城である萩に帰還せず山口へ残留するよう藩主父子に建議書を提出したが無視された。

#### 福岡藩・薩摩藩の和平斡旋
同日、福岡藩士の喜多岡勇平、薩摩藩士の高崎五六（兵部）が、吉川経幹と開戦回避の話し合いのため岩国新湊に到着する。
吉川は山口出張中であったため、高崎は吉川の書状の入手を依頼した。
また高崎は、薩摩藩と長州藩は禁門の変で戦ったが、薩摩に遺恨はなく薩摩藩が捕虜とした長州人十人について引渡しの用意があることを伝えた。
2藩の関与は、長州に亡命していた久留米藩の脱藩浪士淵上郁太郎が、知己の福岡藩士に長州藩の危急を救うための助力を求めたのが始めとされる。
長州藩に深入りすることを反対する福岡藩上層部を、加藤司書らが内戦回避は幕朝の為でもあると説得し和平斡旋に乗り出した。ただ福岡藩単独では事態打開は困難と考えたのか、喜多岡を京都の薩摩藩邸に派遣し助力を依頼し、当時京都に居た西郷がこの提案を受け入れ、高崎五六を同行させ岩国に向かわせたのがこの訪問である。

### 元治元年10月

#### 駆逐される正義派
10月3日、敬親は山口を発し萩へ向かう。
政務員や俗論派の実戦部隊である撰鋒隊も帯同する。
山縣ら奇兵隊幹部は、いまだ山口に滞在していた藩主の息子である毛利元徳に拝謁し、建議書を提出して萩行を止めるよう求めたが受け入れられなかった。
10月4日、元徳も山口を発し萩へ向かい、山口に残る藩重役は浦元襄のみとなる。
俗論派は萩に移った藩主を手中にし、萩・山口を掌握してゆく。
10月5日、徳川慶勝は征長軍総督の任を受諾し、大阪にて征長軍の軍議を開くことを諸藩に周知した。
公爵山県有朋伝によると同日、俗論派が藩を壟断する状況に危機感を覚えた奇兵隊軍監・山県狂介は、三田尻に駐屯している奇兵隊を他所へ移動させることを考え、石州国境に至るまでの方々の地形を視察したという。
ただし公爵山縣有朋伝は山縣没後に作られた伝記で、功山寺挙兵の段には他資料と矛盾する点が多くある。
10月7日、山口にて福岡藩・薩摩藩の斡旋を知らされた吉川は、部下に書簡を持たせ広島の高崎の下へ派遣し、征長軍との交渉を依頼する。
10月9日、正義派の毛利登人、大和国之助、前田孫右衛門、渡辺内蔵太らが謹慎となる。
10月11日、奇兵隊と膺懲隊は、藩政府の命令により、幕軍侵入に備えて徳地の要害に退却した。
公爵山縣有朋伝によると同日、山縣らは俗論派の台頭を警戒し、藩政府に無断で奇兵隊・膺懲隊を徳地へ移動させることを検討したとあるのみで、史料に矛盾がある。
10月13日、正義派の山県半蔵、小田村素太郎（後の楫取素彦）、寺内暢蔵が罷免される。
10月17日、高杉晋作が政務役を罷免される。
10月18日、宮市を通過する吉川経幹に面会した山縣は、拝謁して武備恭順の建議書を提出した。さらに山県は、但馬の脱藩浪士からもたらされた京都の情勢を吉川に報告した。
10月20日、徳地に移動した後、奇兵隊総監である赤禰武人は諸隊に七ヶ条の要目を出し、周辺住民の慰撫と諸隊の綱紀粛正に努めた。
さらに諸隊幹部は諸隊の隊員が一人で外出する事を禁じ、隊員に送付される手紙はすべて幹部が検閲した。
徳地への移転についても「剛健質実の気象を振作し、誓て文弱氣死の風習をせん」と述べている。
公爵山縣有朋伝によると、奇兵隊と膺懲隊が三田尻を引き払い徳地に移ったのはこの日であり、俗論派の影響を避けるために藩の命令を得ず兵を動かした独断行動であったとされる。
さらにこの時、俗論派は山口を未だ掌握しきれておらず、山県は山口に残留していた所帯方頭人（米銀出納事務を取扱う役職）に面会し、奇兵隊一年分の給与の前払いを依頼し、その給付を受ける事に成功したとある。
上述の通り矛盾しており、どちらが正しいかは不明である。
同日、幕府は毛利藩主父子の字偏諱と官位の剥奪を通達する。

#### 抗命
10月21日、藩政府は諸隊幹部を山口の政事堂に集合させ諸隊の解散を命令した。
また出席しなかった奇兵隊、八幡隊、眞武隊には解散令を封送した。
山口に集められた諸隊幹部はその場で解散を拒否した。
諸隊幹部は合議を行い、以後、藩政府から距離を置き諸隊全体で同一行動を取ることで一致した。
そして諸隊は山口に在していた五卿を帯同し、正義派家老である益田の知行地・須佐へ移り各地へ檄文を出して藩政の転換を図ることを計画する。
ただこの時出された解散令は比較的穏当で、「身元無者（おそらく脱藩浪士）」についても一箇所に差置、また危急の事態がいつ来るか分からず、全員いつでも復隊できるよう支給はこれまで通り行うとあった。
俗論派の萩藩政府は正義派高官の追い落としには熱心であったが、身分の低い諸隊には当初注意を払わなかった。
10月22日、大坂城にて征長軍総督・慶勝は軍議を開き、11月11日までに動員を終え各攻め口に着陣し、1週間後の18日に開戦することを決定した。
一方、慶勝は岩国の吉川に使者を送り、降伏謝罪すれば開戦を回避できる旨を伝えるよう手配した。
実は慶勝は長州征討に否定的だった。
征長軍総督就任についても何度も拒否したが重ねて依頼されたため、全権を委任する事を条件に就任したという経緯があり、慶勝は戦争回避に意欲があった。
吉川は慶勝の使者にたいして、三家老の首を差し出して恭順の意を示したい旨の書状を復命する使者に持たせた。
10月23日、高杉晋作は俗論派の台頭に身の危険を感じ萩を脱出した。
その際楢崎弥八郎を誘うも楢崎は萩脱出に同意しなかった。残留した楢崎は捉えられ、後に処刑された。
10月24日、大阪にて征長軍総督徳川慶勝に、薩摩藩を代表して拝謁した西郷は、開戦回避の為に長州藩が受諾すべき条件とそれを履行させるプロセスを提案した。
慶勝は西郷の提案を非常に喜び、その場で西郷へ脇差一刀を与えて信認の証とした。これより後、西郷は征長軍の参謀格となった。
10月25日、萩を脱出した高杉は山口へ赴き井上聞多の病床を見舞った。
同日、征長軍総督・徳川慶勝が大阪を出発し広島へ向かう。
また慶勝が大阪を出発する際、江戸幕府は禁門の変の際に捕らた長州人7人を斬首して征長軍の門出を祝した。
10月27日、高杉は山口から三田尻を経て徳地へ赴き山縣と面会し脱藩の意図を伝える。
高杉は九州を巡って遊説し、各地で同志を募り攘夷を継続することを考えていた。山縣は隊に留まるよう説得したが高杉の意思は固く翻意させられなかった。山縣は、九州へ赴く高杉に伊藤伝之助らを同行させることにした。
二人は夜遅くまで将来の方策を語りあったが、逃げる高杉にも残る山縣にも状況は絶望的であった。
高杉は議論の最後に以下の俳句を書き留めている。
　　　ともし火の　影ほそく見る　今宵かな
10月29日、富海より船で馬関に到着した高杉らは白石正一郎邸に向かった。高杉は白石邸にて九州諸藩の浪士たちと会談し、九州で同志を得る計画を練る。

### 元治元年11月

#### 離脱計画
11月1日、
徳地にて、山縣と会議をしていた松島剛蔵の元へ、俗論派に牛耳られている萩より出頭の急使が来た。
山縣は萩に行けば処刑されると考え、松島に留まるよう説得した。
松島は罪に問われるとしても遠島程度で済むはずだと答え山口に向かった。
萩に赴いた松島は捕らえられ、後に処刑された。
同日夜、山縣の元に山口より諸隊参謀の福田侠平が来訪した。
福田は、俗論派の勢力が日ごとに増大する事を伝え、これに対抗するため諸隊を合じ五卿を奉じて北部の須佐に撤退することを提案し、すでに五卿がこれを了承したことを伝えた。
山縣は驚愕し、交通の便のよくない須佐では再起を図ることができないと反対した。
代わりに山縣は、山口へ進出した後、五卿を帯同し正義派に同情的な長州支藩である長門長府藩の藩主、毛利元周を頼り馬関に赴くことを提案する。
福田は山縣に同意し、山口へ帰還して諸隊へこの案を伝えた。
山口の諸隊は衆議し、俗論派が勢いを増す現状を打破するため、まず全諸隊を山口に集結させることを決した。
11月2日、奇兵隊・膺懲隊は徳地を出発し山口へ向かう。
同日、高杉が馬関より九州へ渡航した。白石の弟、大庭伝七らがこれに同行した。
11月3日、西郷隆盛が広島を発して岩国に向かう。
11月4日、奇兵隊が山口に到着する。
他にも太田市之進が椋野より御楯隊を率いて到着し、伊藤俊輔も馬関より力士隊を率いて到着する。
（俗論派に牛耳られている）萩藩政府の妨害の為か、萩付近に屯していた南園隊は山口に現れなかった。
諸隊幹部は山口に残る藩重役浦元襄の元を訪れ建白書を提出する。
建白書の内容は、幽閉中の三家老を許し、藩政を攘夷に戻し、藩主父子は山口帰還し、俗論派を抑えて正義派を登用し、武備恭順を目指そうというものであった。
この建白書は山口に集結したすべての諸隊の連名で提出された。
また諸隊は、これとは別に当時山口に留まっていた藩主父子の両夫人の館に建白書の写しを提出し、粗暴な行動に出ないことを約束した。
この日、諸隊隊員が藩政府が武器庫としていた毛利隆元の霊を祀る常栄寺に赴き、銃器等の引き渡しを強く求めた。
武器庫を管理していた役人は、解散を命令された諸隊に武器を貸与することは出来ないと拒否した。
山縣有朋は藩政府と全面抗争になるのは得策ではないとして諸隊隊員を制止し、銃器は引き渡されなかった。
この間、山口を掌握していた俗論派は藩主敬親の名前を利用して懐柔を試みたが、諸隊は応じなかった。

#### 開戦回避への運動
同日、岩国にて吉川経幹は西郷隆盛と会談する。
西郷は、長州をこれまで指導していた三家老と四参謀を斬首し、首を征長軍に提出すれば当面の開戦を回避できると言い、すぐに行動するよう求めた。
会談の後、吉川は長州本藩へ向けて家老切腹と参謀斬首を促すための急使を送った。
吉川は、征長軍の開戦日が18日であり、各攻め口には14日に最終命令が発信される事を伝え、その前に総督府に首級を提出しなければならない危急の事態であることを強調し、長州本藩に即座に行動するよう求めた。
他にも吉川と西郷は、今後の藩主父子・五卿の取り扱いについても会談したが一致せず、西郷は広島に帰った。
また同日、博多に到着した高杉らは筑前藩士月形洗蔵らと面会し、各地へ遊説に向かう。
高杉の九州行は、筑前正義派とも称された福岡藩尊王攘夷派が面倒をみた。
さらに同日、萩藩政府は長州藩内各攻め口に使者を送り、征長軍と衝突しないよう周知した。
11月5日、
毛利藩主父子は山口の五卿に連絡を取り、五卿を通じて諸隊の鎮撫を行おうとした。
しかし攘夷思考の強い五卿は諸隊を支持しており受付なかった。
逆に五卿は、正義派を復権し攘夷の意思を取り戻す旨の手紙を藩主父子に書いた。
手紙は諸隊の建白書と一緒に藩主父子の元に届けられ、後日、藩主父子は五卿への返答のために使者を派遣することとなる。
11月7日、藩政府は諸隊に対し、藩の解散令に従わない場合は罪を問う旨を布告する。
さらに藩主父子は、諸隊総督に親しく諭す所があるため萩へ赴くよう命じる。
諸隊は俗論派を警戒して拒否するも、萩藩政府は藩主父子を通じて諸隊へ、連日のように萩への参集を命じた。
11月8日、西郷隆盛は吉川経幹へ書状を出し、禁門の変の際に薩摩藩が捕虜とした長州人十人を送還した。
11月9日、度重なる藩主父子の命に従い、諸隊は萩へ数人の幹部を送る。
毛利敬親は諸隊幹部を召し出し親しく諭したものの、拝謁は形式に終始したため効果を表さなかった。
藩主に謁見した諸隊幹部の証言では、藩主父子の周りを数十人の俗論派が取り囲んでいたという。
同日、萩藩政府は12日に三家老を切腹させることを最終決定する。
これを聞いた太田市之進・山縣有朋ら諸隊幹部が浦の元を訪れ切腹中止を強く求めた。
他にも諸隊隊士の中には三家老奪還を公言する者も多くあった。
浦は萩藩政府へ山口の諸隊の情勢を伝えた。
諸隊の強硬さに驚いた藩政府は、すぐに山口に毛利親直を鎮静奉行として遣わし、さらに危急の自体に備え徳山に若干の軍兵が配置される。
既に俗論派政府は三家老を切腹させることを決心しており、諸隊が奪還に動いた場合、三家老を斬首して首級を得、征長軍に提出するつもりであったという。
11月10日鎮静奉行が山口に到着したのは深夜であったが、危急の事態のため、浦は諸隊総督を招集した。
しかし諸隊は下級隊士を派遣し、出席した隊士も建白書を採用するよう求めるのみであった。
同日、九州へ渡った高杉は方々へ遊説に向かうが、禁門の変敗走の後という事もあり、九州でも佐幕派が勢いを増していて同志を得るという目標は成功しなかった。
またこの時期、高杉は幕府の追跡を逃れるため谷梅之助の偽名で活動したが、尊皇攘夷志士として高名な高杉はすぐに注目されるようになる。高杉は月形洗蔵の紹介で福岡藩平尾村の野村望東尼の元へ身を隠す事となった。

#### 三家老四参謀の死
11月11日、俗論派は幕府への謝罪のため正義派三家老の福原元僴、益田親施、国司親相を切腹させた。
切腹を一日早めたのは、諸隊の奪還を恐れた為と言われる。
山口では鎮静奉行毛利親直が再び諸隊幹部を政事堂に招集し、藩主父子の新書を掲げ藩の方針に従うよう迫るも、諸隊幹部らはしきりに建白書の採用を請うのみであった。
この時、太田市之進と野村靖之助らが進み出て、幕府が兵器没収を命じたり、領土削減を命じた場合に藩政府はどう対応するか問いただした。
鎮撫使は止むをえないと答えた。
太田はさらに、藩主父子の身上に、言うに忍びざるの命（切腹や処刑の事と思われる）が下った場合はどう対応するか問うた。
鎮撫使の一人である諫早己次郎は、それもまた止むをえないと答えたという。
太田らは大いに怒り罵倒して政事堂を去った。
同日、征長軍副総督越前藩主松平茂昭が小倉に着陣したが、従軍諸藩の軍勢はまったく到着しておらず、兵船の準備も整っていなかった。
茂昭は九州諸藩に書状を送り従軍を促す。
11月12日、俗論派は、禁門の変を指導した正義派の四参謀を野山獄にて死刑に処した。
同日、萩藩政府は山口に在していた藩主父子の夫人を萩に移す事を決める。
また諸隊の暴発に備えるため、萩居住の藩士に動員をかけ明倫館に兵を集めた。
さらに山口で諸隊説得にあたっていた鎮静奉行毛利親直にも使者を送り、諸隊の暴発に備えるため徳山・岩国に急行する事を命じ、毛利親直の兵として明倫館に集合した藩士の中から200人を徳山に派遣することを決定した。
11月13日、三家老が切腹したという情報が山口にもたらされ、諸隊幹部は激怒した。
さらに諸隊は、萩藩政府が軍兵の動員をかけた事を察知する。
諸隊は衆議し、山口の地形は寡兵で守ることが出来ないと判断し、長府藩主毛利元周を頼り長府へ赴くことを決め、その旨を文書にして藩政府に提出した。
諸隊の戦略としては、五卿を帯同して長府に赴き、正義派に理解のある長府・清末両藩と力を合わせ、馬関の長州本藩会所を抑えて金米を取り、役人を追い払い、俗論派退治のための義兵を起こすというものであり、この計画は後に高杉挙兵の下地となる。

#### 開戦回避
11月14日、広島国泰寺へ急行した長州藩士志道安房が三家老の首級を征長軍総督名代成瀬隼人正と、江戸幕臣戸川安愛へ提出した。
さらに志道は四参謀も斬首した旨を伝えた。
総督府はこれを受け、従軍する諸侯に「毛利大膳父子事伏罪之姿も相見候付　当月十八日攻懸日限之儀重て一左右相達候迄攻懸可被見合事」と布告し、18日に予定されていた開戦を延期した。
同日、高田殿（井上聞多の実家であり山口での三條ら五卿の住居）の三條に奇兵隊より手紙が届く。
内容は、俗論派が諸隊討伐の命を下すようなので、山口では防戦しがたく長府へ移る為、五卿の諸隊との同行を願うというものであった。
五卿は衆議の後、これに同意した。
また同日、福岡藩士筑紫衛が萩に入り、藩政府へ正義派と俗論派の和解を説き、捕縛されている正義派高官を開放し要職に付けるよう進言した。
これは福岡藩士らが、長州の内部抗争は藩の要職を俗論派が占めた為に生じたと考え、正義派と俗論派の均衡がとれれば内部抗争も自然解決すると考えたためとされる。
筑紫の案は採用にならなかったものの、これ以降萩藩政府と福岡藩の間に度々密使が行き来し、諸隊も度々福岡に赴くようになる。

#### 諸隊と五卿の長府行
11月15日、諸隊は、山口を出て長府へ向かう。
諸隊は途中、高田殿へ赴き三條実美ら五卿に謁見し、五卿は諸隊の長府行に同行する事となる。
武力衝突に至らないものの、萩藩政府の統制から完全に逸脱する行動であり、諸隊の行動はこの時点でクーデター同然であった。
驚愕した浦は、すぐさま諸隊を追いかけ五卿に留まるよう進言したが聞き入れられなかった。浦は諸隊鎮静を果たし得ずとして萩藩政府へ辞表を提出し、家臣には諸隊に与しないよう命じた。
諸隊は山口を立つにあたり、俗論派に捉えられた松島剛蔵ら正義派高官7名の釈放と諸隊存続、武備恭順などを俗論派の藩政府と交渉するため、奇兵隊総管赤禰武人を萩へ派遣した。
萩行きには時山直八らが随行しており、赤禰武人は正式な諸隊代表という立場であった。
11月16日、征長軍総督徳川慶勝が広島に着陣する。
11月17日、諸隊と五卿が長府へ到着する。
長府藩主毛利元周は五卿の到着を歓迎した。功山寺を五卿の滞在所として尚義隊・忠勇隊がこれを警護し、残余の諸隊は功山寺とその周辺の各寺院に分宿する事となった。
同日、三田尻に駐屯していた忠勇隊も長府に至り、諸隊に合流した。

#### 戦争回避条件のすり合わせ
11月18日、征長軍総督徳川慶勝は三家老の首実検を行った。
征長側は総督名代の成瀬正肥、江戸幕閣稲葉正邦、大目付の永井尚志、軍目付の戸川安愛。長州側は吉川経幹、志道安房が出席した。参謀の辻将曹と西郷は次室に控えていた。
『征長出陣記』ではこの時、永井は戦争回避の条件として、藩主父子を面縛（後ろ手で罪人として引き渡す）、萩・山口城の明け渡しなどを吉川に通知した。
吉川は、自身が岩国領主であることを強調し、それらの条件を決める権限はないと断った上で、それらの条件が萩にもたらされれば、防長士民は一致して徹底抗戦するだろうが、今すぐに応える必要があるかと問うた。
永井は、条件は決定事項ではなく、今すぐ応える必要はないと言って吉川を下がらせた。
その後永井は西郷に、吉川の回答を告げ意見を求めた。
西郷は、面縛・開城を戦争回避の条件とすれば交渉は不可能であり武力で征討する必要があるが、長州を武力で征討するには半年か一年の年月が必要となると答えた。
さらに西郷は、世の中が動揺している時期でもあり、戦争が長引けば動員した諸侯から異論が出る事は避けられず、そうなれば幕府の威光に陰りが出ると言い、戦争回避の条件を緩和するよう具申した。
西郷の助言は大げさではなく、まさにこの時、天狗党の乱が京都に近付いており、徳川慶喜自らが兵を率いて迎撃に向かう事態に陥っていた。
西郷は後の戊辰戦争時も、西徳川宗家の降伏条件として慶喜の引き渡しを求めた際、山岡鉄舟が引き渡しを拒否すると、この時と同様に敵君主の虜囚を降伏条件から撤回している。
実はこれ以前にも征長軍と吉川の間で内々に応答があり、戦争回避の条件として山口城破却、謝罪文の提出、藩主父子と五卿の広島出頭を打診していた。
吉川は山口城破却と謝罪文の提出については了承したが、藩主父子の出頭は断固拒否し、五卿の引渡しについても長州藩の顔を立てる形にするよう、交渉の窓口となった福岡藩士と西郷隆盛へ懇願していた。
総督府と吉川の条件すり合わせの会議の途中、山口の五卿が何者かと一緒に長府に向かったとの情報がもたらされた。
広島に居た吉川と総督府は状況把握できず、五卿を連れ去ったのは長州藩士ではなく脱藩浪士であると推定した。
対処に困る征長軍に対し、福岡藩士喜多岡勇平らは、福岡藩士が脱藩浪士を説得し、五卿を九州の五藩で預かる案を提示した。
攘夷志士の多い福岡藩士らは、激化する攘夷派脱藩浪士の説得に自信があった。
吉川も、五卿の引き渡しが征長軍ではなく、勤王色の強い九州諸藩へお移り戴くという形であれば長州の面目も立つとして同意した。
西郷も薩摩藩を代表して喜多岡の案を推し、尾張藩家老成瀬らも賛成し、最終的に征長軍に帯同した幕閣も了承したため長州の戦争回避の為の三条件が確定した。
同日、征長軍は幕府・朝廷へ詳報と開戦時期延期を伝えた。

#### 戦争回避三条件
11月19日、幕府征長軍は吉川経幹へ、以下の戦争回避の条件を正式に提示した。
一、三老臣の首級は請取　参謀之輩斬首之儀も承届候　五卿之儀も申出之通無遅引可指出候　且右に付附属之脱藩人之始末も早々可申達事
一、山口之儀は新規修築之事に付速破却可有之事
一、先達て戸川鉾三郎より申渡候追討之御主意之趣に付　吉川監物を以申出候　謝罪之廉々は有之候得共　尚大膳父子恐入之次第自判之書面を以早々可申出候
要約すれば、「五卿の引き渡しと附属の脱藩浪士の始末、山口城破却、藩主父子からの謝罪文書の提出」であった。
出張幕閣や広島に集結していた諸侯の中には、軽すぎる処分に不満を持つ者もいたが、尾張・薩摩という二つの大藩の支持の前に沈黙せざる得なかった。
これらの条件について注意すべき点は、最終的な降伏条件ではなく、戦争回避の為の条件という事である。
この時点では総督府の誰もが、戦後落ち着いた時期に別途沙汰があり、長州藩は改易ないし減封されると考えていた。
西郷隆盛ですら、長州毛利は東北に数万石で減封すればよいと考えていた。
ただ最初から領土削減を戦争回避の条件として持ち出すと、短期間での妥結が不可能となるため、この時は総督府側はあえて減封に言及せず、吉川も一切触れなかった。

#### 福岡・薩摩藩への命令
11月20日、総督府は、福岡熊本久留米薩摩佐賀の五藩に、長州より五卿を受け取り、分散して預かるよう命令を下す。
また五卿の長州からの受け取り及び各藩への分送は福岡藩が行うこと、さらに実行の際は五藩がよく相談して行い、必要な場合は兵力を以って強行する事を命じた。
脱藩浪士については福岡藩に『便宜の慮置可被有』という曖昧な命令を出し一任した。
これにより五卿九州行についての処置は、内戦回避に積極的な姿勢をみせる福岡藩と薩摩藩がイニシアチブを取ることとなった。
同時に九州を所管する征長軍副総督越前藩主松平茂昭へ、五卿受領は征長軍の『處分事務外』なので、五藩が五卿請取の際に長州と武力衝突を起こしても、小倉に参集させた諸藩の軍勢を動かしてはならないと命じた。
征長軍として長州と戦端を開くのを嫌ったための処置と思われるが、松平茂昭は五卿受領の際に戦闘に至った場合、副総督の責任として傍観できないと反発した。
総督府は松平茂昭に折り返し、『時宜に応じ更に指揮する所あるべし』という曖昧な返答を出した。
九州諸藩に戦争条件の条件が伝わると広島と同じく軽すぎると反発が出た。
総督府は九州諸藩と副総督松平茂昭を説得するため小倉へ西郷隆盛を派遣した。

#### 馬関会所
同日、長府藩が萩へ使者を送り、五卿と諸隊の動向を報せ、長州藩政府へ事後策の指示を依頼した。
馬関は長府藩領であるが、長州藩は複数の会所を設置し長州藩の出張所とし、馬関総奉行を置いていた。
ようは馬関の会所は長州藩の飛び地の様な存在で、攘夷実行に備えて会所内には多数の武器・金品・糧秣が保管しされていた。
諸隊が馬関の会所の武器を奪うことを恐れた萩藩政府は、会所の武器を回収し萩に回送するよう命じた。
しかし馬関総奉行である根来上総は、征長軍が眼前にある事もあり、危急の事態の際の便を考慮して萩には送らず、武器は長府藩内へ移した。
この処置は、諸隊は長府・清末の両支藩を頼りにしており、長州藩の領分である馬関の会所は襲撃できても長府藩を攻撃することは出来ないだろうという考えからである。
また長府藩がいくら諸隊に同情的であっても、宗藩である長州本藩から預けられた武器を諸隊に渡すことは出来ないと考えたからであった。（ただし実際に諸隊が決起した際、長府藩家老が独断で諸隊へ、会所の物であるかは不明だが多くの金品を送っている）

#### 高杉の帰還決意
また同日、野村望東尼の元に潜伏していた高杉は、月形洗蔵より長州正義派の家老が切腹された旨の手紙を受け取る。
高杉は即座に長州へ帰還し俗論派を打倒する事を決意する。
しかし多数の間者や征討軍に囲まれる長州への帰還は困難を極めた。
月形らが帰国の世話をし、高杉は町人に変装して帰国することとなる。
高杉を匿っていた家主の望東尼は、変装の衣服の用意を徹夜で行い、以下の歌を添えて送り出した。
　　　まごころを つくしのきぬは 国のため 立ちかへるべき ころも手にせよ
高杉はこの心遣いに感激し、後に野村望東尼が乙丑の獄において、高杉ら脱藩浪士を匿った罪で姫島へ流刑になった際は人を遣わして奪還している。またその後に病に倒れた高杉を看病し、最期を看取ったのは望東尼であった。
11月22日、藩政府は諸隊鎮静御用掛として杉孫七郎を長府に派遣した。
杉は若干の金銭を諸隊に与えたが、五卿の筑前退去を要求すると諸隊は激怒し拒否した。
11月23日、
小倉に滞在する西郷は、五卿とその周辺の動向を観察し、五卿を守護するのは脱藩浪士のみではなく諸隊も含まれる事や、小倉に参集した諸侯が疲弊している事などを把握した。
西郷は九州諸藩とも度々衆議を行い、五卿の長府退去について方策を話し合った。
その結果、福岡藩による説得を第一とし、説得が決裂した場合にのみ武力行使をして五卿を奪還することが決められた。
11月25日、藩政府は椙杜駿河を長府へ派遣し、再度藩命として至急五卿を筑前に移送すべきことを伝えるも、諸隊は再び拒否した。

#### 支藩藩主の萩行
同日、毛利元周の世子と清末藩主毛利元純が五卿に拝謁した。
五卿は支藩藩主らに正義派を庇うよう諭したという。
拝謁の後、毛利元周は諸隊に軽挙を慎むよう布告し、その後支藩藩主ら三人は萩へ向かった。
この時の支藩藩主らは正義派に同情的で、萩行きについても、藩主父子へ藩政が俗論派に傾きすぎている事を説き、正義派の赦免・復権を求める為であったとされる。

#### 高杉帰還
同日、高杉晋作が筑前より馬関へ帰還する。
この時、諸隊幹部は赤禰武人や支藩藩主らが藩政府との調停に失敗した場合に備え、長州各地に派遣された俗論派に与する代官を暗殺する計画を建てていた。
これを聞いた高杉は、兵力が分散することや全員一致しての決起にならないこと、さらに暗殺という姑息な手段を取るべきでないとして反対した。
そして高杉は、事態を傍観すれば諸隊からの脱走が増加し自然解隊の恐れがあるため、諸隊が一致して即座に挙兵すべきであると諸隊に説いた。
事実この時、俗論派政府は諸隊の自然解散を目論み、諸隊の家族に圧力をかけていた。長府に駐屯する諸隊隊員たちは「萩及ビ其他ヨリ、親戚或ハ知人密カニ長府来リテ、或ハ利害ヲ説キ、或ハ父母兄弟妻子憂苦ノ情態ヲ述ベ、又ハ恐嚇シテ諸隊ニ在ル者ヲ誘イ帰レル者多ク、人々相互ニ疑懼ヲ懐ク」という状況に陥り、多数の隊士が脱落した。
また諸隊と行動を共にしている脱藩浪士たちの間にも、攘夷を捨て幕府恭順に傾く長州藩を見限り長府を去る者が出るようになっていた。
諸隊幹部は高杉の意見を取り入れ暗殺計画を中止したが、支藩藩主や赤禰武人らが萩で政府と交渉をしている最中でもあり、即時挙兵には同意しなかった。
同日、敬親父子は幕府へ恭順の意を示すため萩城を出て天樹院に蟄居した。
11月28日、総督府は尾張藩士横井一太郎らを山口に派遣し、山口奉行内藤仁右衛門がこれに応対した。
横井らの山口行きは戦争回避の条件の認識共有と、長府・清末藩の状況確認のための巡回を目的としていた。
長府には萩藩政府に反抗する諸隊があり、萩藩政府は横井らを終始酒宴でもてなし山口に留めた。
山口に留まった横井らは条件の履行について、山口城破却は屋上の瓦を取り除くのみでよい等のアドバイスをして広島に帰った。

### 元治元年12月

#### 福岡藩の説得
12月1日、福岡藩士越智小平太、真藤登、喜多岡勇平が長府（現在の下関市長府）の五卿を訪れ、朝廷及び幕府の命令により九州の五藩が五卿を預かるという申し入れをしたが、五卿も諸隊も断固拒否した。
越智は諸隊の様子について、『過激輩は昨今にては髪も延し候て長さ肩を過ぎ　眼色は血走り死を決候気色にて』と記述した。
越智らは、長州復権のためにも力を惜しまない事を五卿と諸隊幹部に説いた。
さらに勅命が出たこと、五卿の家族も望んでいること、内戦を回避すべきこと等をしきりに説いて九州への移動を受け入れるようせまった。
諸隊幹部は、福岡藩の義は忝なく思うが、薩賊と協力し征長軍が解かれない現状では、謀略でないか疑ってしまうと率直に言い、主君が朝敵と称せられ、奸臣が周りを囲んで居る現状において、五卿まで去られては長州を回復することができないと言った。
喜多岡は諸隊幹部の率直さに感動したものの、交渉自体は暗礁に乗り上げてしまい、説得を諦め小倉へ帰った。
12月3日、今度は福岡藩の月形洗蔵が功山寺に赴き、五卿の筆頭、三条実美と面会した。
前日諦めた越智・喜多岡はと違い、月形は粘り強く交渉し、五卿が九州に渡れば、福岡藩と薩摩藩は五卿と長州藩の赦免に必ず力を尽くすと約束し、さらに他の条件は履行されている事を伝えた。
この日、三条は多少軟化した。
三条は、世話になった長州藩が正義派・俗論派にわかれ内戦寸前であり、これを放置したまま九州へは渡れないと言った。
そして長州藩の騒動が収まれば九州へ行くと言い、九州に住居する際も、五人別々ではなく全員一緒でありたい等の要望も出した。
同日、五卿の従者である中岡慎太郎が小倉に赴き、五卿帯同の脱藩浪士は五卿の九州行きについて、条件付きながら賛成すると伝えた。
条件としては長州藩の面目を立てる事であり、現状では征長軍の兵威を恐れて五卿を差し出したと形となり面目が保たれない。
征長軍解兵後であれば五卿の九州行に賛成する事を伝えた。
小倉に滞在していた西郷は、五卿の要望と中岡の条件について総督府と交渉するがまず受け入れられるだろうと語った。
西郷は、優柔不断で朝令暮改な幕閣や、練度も士気の低い諸藩の様子を征長軍内で目の当たりにし幕藩体制の限界を感じていた。また福岡藩士は、長州の保全と薩摩との和解こそ攘夷派の最重要問題と考え、しきりに西郷に説いた。
さらに本国・薩摩より長州の赦免に積極的に動くよう藩命が出されたようである。
この時期を前後して西郷は長州の減封について発言しなくなり、逆に長州の赦免に積極的に発言するようになり、長州内訌戦の阻止についても福岡藩士と協力するようになる。
五卿と脱藩浪士の同意に力を得た月形は、残る諸隊を説得するため、萩藩政府と諸隊との和解の仲介を目指し筑紫衛を萩に送った。
12月5日、長州藩より総督府へ藩主父子からの謝罪文書が提出された。
同日、長州藩は、薩摩から先月送還された長州人捕虜に対する厚遇に謝するため、山田重作に金品を持たせて薩摩藩に派遣した。
12月7日、萩に赴いた筑紫は、天樹院にて藩主父子に拝謁し、五卿の九州行のプロセスを説明した。
そして筑紫は、正義派重鎮として野山獄にいた前田孫右衛門、楢崎弥八郎を解放し、諸隊説得と薩摩藩応接の任に付けるよう申し出た。
おそらくこの案は、福岡藩士・西郷・長府の諸隊が打ち合わせて決めた、五卿九州行き承諾の為の条件であったと思われる。
毛利敬親はこれを政府に検討させたが俗論派は拒否し、筑紫の仲裁は不発に終わった。

#### 赤禰武人の帰還
12月8日、赤禰武人が萩より長府に帰還した。
赤禰武人は、藩政府は「五卿が安全に九州へ移った場合、諸隊の存続ならびに藩士への取り立てる事」を約束したと伝え、諸隊は萩藩政府に恭順するべきであると提案した。
公爵山縣有朋伝によれば、建言書で求めた武備恭順や藩政改革については無回答であり、また野山獄に収容された正義派高官についても回答なかった為、談判は失敗と見なされたようである。
赤禰の談判の内容に満足出来なかった山縣ら諸隊幹部は衆議を行い、事後策として五卿の内の一人を奉じて萩へ赴き、藩主へ正義派高官の釈放や武備恭順を直訴する案を検討する。
赤禰武人はこれに反対し、正義派と俗論派の和解を目指す両派混同論をしきりに説いた。
また独断専行の多い高杉の帰隊を拒否した。
しかし諸隊幹部は高杉を歓迎しており、この点において赤禰は無視されたという。
防長回天史によれば同日、萩藩政府は福岡藩の斡旋に謝辞を示すため福岡藩へ使者を送ったとある。
諸隊隊士はこれを知り、月形ら福岡藩士に俗論派の使者を暗殺するよう依頼したという。
このように正義派の俗論派に対する不信感は拭い難く、五卿の九州行きは拒否され続け、月形と諸隊の話し合いは平行線を辿る。
月形は事態打開のため、小倉の西郷に馬関へ赴くよう依頼した。
上記のように、功山寺挙兵の後に編纂された史料には細部に矛盾があるものの、諸隊が俗論派・征長軍（福岡藩・長州藩）の説得を受け入れなかったとするものが多い。しかし研究者の中には、複数の諸隊が両派混同論を受け入れ、藩政府に恭順したとする者がいる。後述するが残された史料から推察すれば、多くの諸隊が一度は藩政府と征長軍の説得を受け入れ恭順した可能性が高い。
同日、総督府広島本営は諸侯の幹部を参集させ、長州の戦争回避の条件履行がスムーズに行われていることを説明した。
ただ軽すぎる処分に反発していた越前藩や熊本藩は、総督府に戦争回避の条件が履行されているか確認するよう求めた。
総督府は尾張藩士と江戸幕閣を巡見使として派遣し、長州藩内を査察して、条件が履行されているか確認することとした。
12月11日、西郷隆盛は小倉を発し馬関に至り、月形および『諸隊の長官』と『謀議』した後、すぐに小倉に引き返す。
この時の『謀議』とは諸隊説得についての相談であり、『諸隊の長官』は赤禰武人であるとも、高杉晋作であるとも言われているが、現在まで確定されていない。
12月12日、月形はさらに五卿の元を訪ね西郷との『謀議』の内容を伝えた。
五卿は衆議した後、九州行きに同意した。
上述の通り謀議の内容は不明であるが、三條は月形へ『極密談合之件々　委細聞届候　当藩内輪之紛乱鎮静之効験相立次第　筑藩へ渡海之儀令決定候』と書き残しており、赤禰らの諸隊説得が成功しつつあった事を示唆している。
またこの時期の『小倉在陣日記』にも、『近頃長州の内にて奇兵隊之者　萩方と五卿附属方と二ツに相別れ』とあり、奇兵隊が切り崩されて分裂し、萩藩政府側についた者がいた事を示している。
月形は小倉の西郷に急使を送り、五卿が九州移送を同意したことを伝え、西郷は月形へ返答の使者を送り、五卿に九州移送の日取りを決めるよう求めた。

#### 高杉の独走
五卿退去と諸隊恭順の空気が広まる中、一人高杉のみが信念を変えず俗論派と戦うことを主張した。
高杉は俗論派政府をまったく信用しておらず、正義派と俗論派の仲介を行う赤禰も信用しなかった。
高杉は諸隊の消極姿勢を見て憤激し、度々決起を提案したが諸隊幹部は拒否した。
消極的な諸隊に業を煮やした高杉は、少数の賛同者とともに決起し、諸隊全体をそれに続かせようと画策する。
高杉は即時挙兵に賛同する御楯隊率いる太田市之進、伊藤俊輔率いる力士隊、石川小五郎率いる遊撃隊のみで功山寺にて挙兵し、馬関にある長州本藩の会所を占領する計画を建てる。
挙兵日は赤穂浪士の吉良邸討入と、吉田松陰が東北遊学の為に危険を冒して脱藩した日である12月14日と定め、高杉らは決起の準備を開始した。
挙兵に際して自らを、死を覚悟して義のために戦った赤穂浪士や、初めて清水の舞台から飛び降りた師の覚悟を、挙兵する自らになぞらえていた為と言われている。
同日、総督府は吉川に、近日中に戦争回避の条件の確認のための巡見使が長州に入ることを通告した。
先発として尾張藩士長谷川敬が萩に向かう。その後、幕閣である戸川安愛を筆頭として軍装した560人の大勢が、山口を経て萩を訪問する予定であった。
吉川は、長州内での偶発的な衝突を懸念し、息子を人質とする代わりに巡見使派遣中止を総督府に願い出る。
総督府は拒否したが、吉川はなおも食い下がり軍装ではなく平服での巡見を懇請した。
総督府は譲歩し、巡見使は平服で長州藩領に入る事となった。
12月13日、高杉の挙兵計画を聞いた諸隊幹部は全員一致して反対し、高杉を止めるため説得を試みた。
しかし高杉はあくまで消極的な諸隊幹部の態度に怒り、自らと一緒に立ち上がるよう逆に演説を行った。
高杉は、元が土百姓である赤禰武人に騙されていると言い、さらに自分を毛利三百年来の家臣であり、赤禰ごときと比べられては困ると叫んだ。そして「願わくば従来の高誼に対して、予に一匹の馬を貸してくれ。予はそれに騎して萩の君公のもとへ行き直諌する。一里を行けば一里の忠を尽くし、二里を行けば二里の義を尽くす」と絶叫した。
しかし下級武士である山縣や農工商身分の諸隊幹部たちにとって、毛利家家臣を強調する演説では士気を鼓舞出来ず、決起の賛同者を得ることは出来なかった。
説得が不調に終わった後、高杉は功山寺を離れ馬関に赴き、僅かな賛同者と決起の準備を進めた。
奇兵隊日記には、高杉は『脱走』したと記された。
同日、萩へ正義派復権のために出張していた長府藩家老や清末藩主毛利元純が長府へ帰還した。
萩を訪れた支藩藩主たちは、藩主父子を握った俗論派から、長州本藩の命として五卿九州行と諸隊恭順の為に働くよう逆に言い渡されていた。
帰還した支藩藩主らは、藩政府の命により、諸隊へ萩藩政府への恭順と五卿の九州行きを説くようになる。
またこの頃より五卿も諸隊に対し、内訌戦を回避するため俗論派へ恭順するよう諭すようになる。
頼みの綱とした長府・清末両藩が陥落した為か、太田市之進と彼の率いる御楯隊が、直前になって高杉の決起から脱落した。
高杉は大いに怒り太田を斬ると言い、太田も一時切腹を考えたが野村靖が仲介に入って和解した。
このように決起直前、高杉と諸隊は激しく対立した。しかし彼らは不思議と友情を失わなかった。
諸隊幹部は高杉らの無謀な挙兵を邪魔することはなく、高杉らは銃器弾薬の準備を整えることが出来た。
また高杉から斬ると罵られた太田は剃髪して謝罪し、出陣に際しては酒樽と魚数尾を贈った。
奇兵隊の山縣は高杉の肩印に以下の歌を書いて決起の餞とした。（歌の中にある谷と梅は、当時の高杉の偽名である谷梅之助から取られている）
　　　谷つづき　梅咲きにけり　白妙の　雪の山路を　行く心地して

#### 功山寺挙兵
12月15日深夜、高杉晋作らは功山寺にて挙兵した。
高杉は吉田松陰より「生きている限り、大きな仕事が出来ると思うなら、いつまででも生きよ。死ぬほどの価値のある場面と思ったら、いつでも死ぬべし」と教えられていた。この教えが高杉に周囲の反対を押し切ってまで無謀な挙兵を決行させたと言われ、死を覚悟した高杉は白石正一郎の末弟である大庭伝七に遺書を託している。
功山寺に集結したのは伊藤俊輔率いる力士隊と石川小五郎率いる遊撃隊と、義侠心から参加した侠客のわずか84人だけであった。
挙兵決行日は当初12月14日に定められていたが、説得や準備に手間取り翌日にずれ込んでしまった。
なおこの日の天候は吉良邸討入時と同じく、下関では珍しい大雪であったとされる。
紺糸威の少具足を身に付け桃形の兜を首に下げた格好の高杉は、兵を引き連れ功山寺へ赴き五卿への面会を請うた。
五卿を奉じる脱藩浪士がこれを取り次ぎ、寝所から三條実美が現れる。
高杉は三條へ挙兵を告げ出陣の盃を欲した。
三條実美は冷酒を注いでこれを与えた。
高杉は注がれた盃を飲み干し、「是よりは長州男児の腕前お目に懸け申すべく」と挨拶をして立ち上がった。
三條は高杉の決起を止めるつもりであったが、話を切り出すタイミングが掴めずそのまま行かせてしまったという。
高杉の決起について、共に行動した当事者の伊藤博文が、後にその詳細を以下の様に語っている。
高杉の決起を事前に察知した長府藩は困惑していた。挙兵した高杉らが目指すのは長府藩内の長州藩下関新地会所である。功山寺から馬関へは長府藩領を通行する事となる。
長府藩の毛利元周らは概ね正義派に同情的であったが、正義派・俗論派の争いは長州本藩の騒動であり、またこの時期萩に赴いた長府・清末両支藩藩主は萩藩政府により、五卿の九州行きと諸隊恭順の為に働く事を命じられていた。
そんな中、長州本藩に叛旗を翻す高杉らの領内通行を認めることは出来なかった。
長府藩は高杉の元へ家老を送り、挙兵中止を要請し長府藩領は通行不可であると伝える。これを聞いた高杉は最初激怒したが、長州支藩である長府藩の立場を考慮し、新地会所へは船で向かうと家老に告げた。
ただし実際は船は使われず、高杉と決起群は長府藩領を陸路で通過した。
長府藩側はこれらの動きについて察知したが、妨害しなかった。
高杉らは五卿に決死の覚悟を伝え決起した。しかしこの15日、萩より帰還した長府藩主毛利元周は、萩政府の命で五卿と諸隊へ九州行きを承認し、世帯へ萩藩政府へ恭順するよう言い諭した。
そして五卿も、本日（15日）より十日の猶予をもって九州へ移動することを約束した書状を月形へ渡した。
また五卿は、十日の猶予の間に一人二人が萩に赴き、藩主父子に別れの挨拶をすることを月形に伝えた。
これまで親身に付き従ってくれた諸隊に報いるため、最後に藩主と面会し正義派の復権を求める為であったとされる。
同日、福岡藩士喜多岡勇平は萩の天樹院を訪れ、野山獄に繋がれた正義派高官の前田楢崎の罪を赦し、重役へ登用するよう再び請願した。
また同日、総督府巡見使の先発・尾張藩士長谷川敬が萩に到着した。
12月16日、高杉らは馬関新地へ到着し会所を襲撃した。
高杉らは会所襲撃は食料金銭を取れれば良く、人を殺すのは悪いと考え空砲を撃った。
馬関総奉行の根来親祐（根来上総）らもすぐに降伏し、会所は遊撃隊が占拠した。
遊撃隊隊士は根来に、俗論派と見做す役人を引き渡すよう強く求めた。
根来が引き渡した際の処置を尋ねると、斬首して晒首にすると息巻く。
根来は、海を隔てて征長軍と対峙している時に、内輪揉めをする場合ではないと遊撃隊隊員を叱責して下がらせ、役人には萩へ帰還するよう言った。
役人は萩への道中に暗殺されるかもしれず、会所に留まりたいと言った。
根来は先ほどの遊撃隊隊士を呼び寄せ、役人は駕篭で萩まで送るが暗殺しないよう言い聞かせ、隊士は決して暗殺はしないと約束し、その通りになった。
流血は避けられたものの、会所襲撃を察知した長府藩が事前に密告をした後であり、会所側は既に金穀を移動させていた。
楷書に金を宛てにしていて軍資金がない高杉らに同情した根来親祐は、幾ばくかの金銭を与えたが80人以上の人員の経費を賄うことは出来なかった。
そのため伊藤俊輔が、高杉と親しい馬関の豪商入江和作らの元を走り回り二千両の大金を借りだした。
他にも馬関周辺の住民は決起した高杉らに好意的で、120人ほどの志願兵が馬関会所に来たという。そしてその後も志願兵は増える一方であったという。
会所を掌握した後、高杉は18名（20名説もあり）からなる決死隊を組織し、三田尻の海軍局に向かい「丙辰丸」など軍艦3隻を奪取しようとした。
決死隊は3班各6人に別れ、3隻の軍監に乗り付けた。
高杉は決起を告げ、俗論派政府打倒のため立ち上がることを迫った。
この後の経緯は不明な部分があるが、12月26日前後には説得が功を奏し、長州海軍の3隻はすべて正義派の隷下となった。
（丙辰丸と庚申丸の奪取には至らなかったものの癸亥丸艦長福原清介の説得には成功したという異説もある）。
このように高杉は功山寺で決起し、馬関の会所ならびに海軍局を襲撃したが、どちらもほぼ無抵抗で占領を許し死亡者を出さなかった。現場では正義・俗論の両派とも武力衝突による流血を回避した。

#### 長谷川の助言
同日、萩に滞在していた総督府巡見使である長谷川に、藩主父子は使者を送った。
長谷川は諸隊鎮撫、五卿九州行の状況を質問し、使者は現状をありのまま述べた。
その後、萩に滞在していた福岡藩士の喜多岡らも長谷川に面会した。
喜多岡は、諸隊鎮静に手を焼いていることをありのまま長谷川に伝えた。
萩藩政府と喜多岡の報告を聞いた長谷川は機嫌を損ね、形勢がそのようであれば総督府に報告し、巡見を中止すべきと発言した。
長谷川は、長州藩が諸隊鎮撫出来ないのであれば、尾張藩兵を用いて諸隊を討つと言った。
この強行な発言が総督の意向を含んだものかは不明である。
しかし萩藩政府は巡見使の発言を総督府の意向と重く受け止め、それまでの説得による諸隊鎮撫を改め、武力行使による諸隊征討方針に転換する事となる。

#### 伊佐への移動と五卿萩行
12月17日、
この日、月形は諸隊から五卿渡海の承諾を得るに至った。
奇兵隊総督たる赤禰武人、筑前正義派と呼び身内扱いしていた福岡藩攘夷志士、半ば君主と仰ぎながら九州行きを決めた五卿、最後の頼みの綱とした長府・清末藩藩主らの説得を受け、諸隊はついに藩政府へ恭順したようである。
恭順した諸隊は決起した高杉との混同を避けるため、長府藩領を出て長州本藩領である伊佐に撤退した。
奇兵隊軍監の山県有朋は少し遅れて諸隊に続いた。
遅れた理由は時勢を悲観して剃髪したためと言われこれより後、山県は素狂と名乗る。
ただし伊佐に移った後も、山縣ら諸隊幹部は高杉や遊撃隊と連絡を取り合ったという。
説得を受け入れず長府に残留したのは、馬関の高杉ら遊撃隊と、決起を直前に断念し一時は切腹を考えた太田市之進率いる御楯隊のみである。
御楯隊は功山寺へ赴き五卿を守護するようになる。
ただし公爵山縣有朋伝によると諸隊の伊佐行きは、三条実美・三条西季知が別れの挨拶のため萩へ行く際の護衛の為であり、諸隊が恭順したという記述はない。
それどころかこの萩行は、三条を通じて野山獄の正義派高官の釈放・武備恭順を藩主へ直訴する事を目的としていたとされる。
他にも公爵山縣有朋伝には、諸隊が伊佐へ移った理由は、高杉晋作挙兵に応え、萩へ進撃して藩政府軍と戦うためであるとする記述もある。
さらに両派混同論を解く赤禰は萩行へ同行せず、馬関へ赴き高杉に従い残留していた遊撃隊の説得を続けたという。
この点も史料によって矛盾があり、どちらが正しいか不明である。
同日、萩藩政府は、先日の巡見使長谷川の強行発言を受けて、藩主父子の上書として、諸隊・脱藩浪士征討の旨をしたためた書状を吉川を通じて総督府に提出し、萩藩政府は諸隊追討部隊の編成のため、萩在住の藩士に召集をかけた。

#### 甲子殉難十一烈士
12月18日、
萩藩政府は渡辺内蔵太、楢崎弥八郎、山田亦介、大和国之助、前田孫右衛門、松島剛蔵、毛利登人の正義派重鎮7人を捕らえ、野山獄に送った。
防長回天史によれば、七人の捕囚は巡見使長谷川の意を汲んだものと言われ、萩藩政府は長谷川の助言に従い7人を殺害する意図であった。
萩に滞留していた喜多岡らは俗論派の強硬姿勢に驚き、長谷川や萩藩政府に7人の助命を嘆願したが聞き入られなかった。
喜多岡は小倉にいた西郷へ危急を知らせる急使を送るとともに岩国にへ向かった。
吉川を通じて7人の助命嘆願をするためであった。
後に小倉にて急使から事情を聞いた西郷は即座に岩国に向かった。
他にも小倉に在していた若井鍬吉、加藤司書らが、状況確認の為に総督府広島本営へ向かった。
12月19日、萩藩政府は、野山獄に捕らえていた渡辺内蔵太、楢崎弥八郎、山田亦介、大和国之助、前田孫右衛門、松島剛蔵、毛利登人の正義派高官7名を切腹もしくは斬首した。（甲子殉難十一烈士）。
公爵山縣有朋伝によるとこの処置は、諸隊の萩接近と高杉挙兵の報が萩に達し、俗論派は諸隊が萩へ到着すれば野山獄を破り正義派高官を奪還するものと考え殺害したとする。
萩藩政府は二卿に急使を送り、伊佐にて急使と面会した二卿は萩行きを断念し長府に引き返したが、諸隊は正義派の処刑を聞き激高し、伊佐に留まる事を決めたという。
また俗論派は領民に対し、諸隊への支援を禁止する布告を出したが、領民は概ね正義派を支持しており、諸隊の宿泊する家屋や人夫、食料などの提供を積極的に行ったという。
これも上述の通り、防長回天史等の史料において7人の殺害については巡見使長谷川の意向が強く働いたという記述があり、矛盾が生じている。
どちらが正しいかは不明であるが、他史料には伊佐に7人殺害の風聞が届いたのは23日という記述もある。

#### 山口城破却確認
同日、幕府の巡見使、石川光晃、戸川安愛が山口城破却の状況を確認した。山口は城ではなく館であり、破却の仕方も屋根瓦十数枚を落としただけであったが、巡見使はこれを問題なしとして了承した。
12月20日、
防長回天史によると、7人の処刑を知らない喜多岡は、岩国の吉川の元を訪れ正義派の助命嘆願を行った。
西郷も駆けつけてきて吉川に正義派の助命嘆願と、軍事衝突を起こさないように萩藩政府を説得するよう求めた。
吉川は二人の言葉を入れて正義派の助命を約束したが、会議の途中、萩より急使が来て既に7人が処刑された事を告げた。
西郷らは愕然とした風体であったと吉川は書き残している。
喜多岡は、長谷川に諸隊の鎮撫について相談した事を話し、7人の処置は長谷川の発案に違いないと言った。
西郷は武力衝突の生じないよう調整してきたことがすべて無駄になったといい、長谷川を巡見使にした総督府の失敗であると言った。

#### 藩主父子蟄居確認
同日、巡見使の本隊、石川・戸川らが萩に入る。
同日、萩へ赴こうとする伊佐の二卿の元に俗論派政府の使者が来て、萩行き中止を請う。二卿は萩行きを断念し、藩主への挨拶として中岡慎太郎を萩へ遣わす事とした。
また萩に幕府方が来ており、諸隊が萩に迫る場合、兵力を持ってこれを拒むの備えありと伝える。
12月21日、萩に至った巡見使石川が、毛利藩主父子の蟄居状況を確認し、条件履行は問題ない旨を確認し、翌日萩を出発する。
長谷川も23日に萩を出発し、巡見使は長州が戦争回避条件を満たしていることを確認した上で長州を去った。
12月23日、
総督府は諸藩に対し、『三條実美始五人当月二十五日比迄に松平美濃守へ引渡候手順に運び候得共附属之暴徒不伏之者も有之候付兵士差向及説得其次第により彼等打取実美始早々引渡旨大膳より相届候付為心得相達候事』と伝え、残された五卿の渡海についても履行の目処が立った事を周知した。

#### 若井の助言と俗論派の硬化
同日、広島総督府で状況を確認した若井鍬吉が、岩国に急行し吉川と面会した。
若井は諸隊鎮圧に兵力を用いれば、五卿移送も困難になる事が予想されるため諸隊追討部隊編成を取りやめるよう求めた。
また武力の不使用は、長谷川より上席である総督府名代成瀬正肥も同意していると伝えた。
吉川は、兵力の使用は長谷川の発案であり、尾張藩からの助言に矛盾があることを指摘した。
吉川は、近日中に長谷川も岩国を通り広島へ帰還する為、若井に岩国に留まってもらい、どちらが正しいか確認して欲しいと言った。
若井はすぐに京都へ行かねばならず滞在は困難と答えた。
吉川は若井に対し、長州藩は謹慎中であるため武力を用いるのは良くないと言った。しかし、萩藩政府は追い詰められた高杉ら遊撃隊が狂騒して小倉の征長軍を攻撃した場合を心配している。萩藩政府の統制を離れているとはいえ、長州人の部隊が征長軍に攻撃を仕掛ければ長州内訌戦どころではなく、本当の長州征討が始まる事になる。
現在の萩藩政府ではこれを最も恐れており、諸隊追討の意思は固いと伝えた。
同日、伊佐より二卿の使いとして中岡慎太郎が萩へ赴き、藩主父子へ別れの挨拶をした。
この際に中岡は、膨大な諸隊追討軍が準備されつつあるのを目撃している。
追討軍の規模は一般的に2,000人と言われている。
12月24日、長府に残留していた太田市之進と野村和作は、馬関の高杉晋作、伊藤俊輔の元を訪れ、総督府広島本営に赴き、哀願書を提出し、切腹して陳謝して藩主の赦免を求めたいと語った。
高杉と伊藤は無駄死になるとして止め、太田らは助言を受け入れ、馬関在住の総督府使者へ哀願書を提出するのみにとどめた。

#### 諸隊鎮静部隊結成
12月25日、藩政府は決起した高杉らの追討を決め、毛利宣次郎を諸隊鎮静総奉行に任命した。
だがこの鎮静部隊編成には俗論派政府内で激論があった。
俗論派内の強硬派は全諸隊の追討と厳罰を主張する。
しかし大多数の意見は、決起した遊撃隊のみを追討し処罰についても首謀者のみに留めるものであった。
最終的に俗論派政府は、馬関にて決起した高杉ら遊撃隊のみを追討することとする議案を藩主へ提出した。
しかしこの追討についても、議案を見た藩主敬親が一読の後にこれを鎮静に改めさせた。
「そうせい公」と呼ばれた敬親が、議案を自ら変更することは非常にまれであった。

#### 清水親知(清太郎)切腹
同日、清水親知(清太郎)が切腹に処された。
清水親知(清太郎)は最後に残った正義派家老格(国判家老)であり、彼の死により正義派高官はなくなった。
※清水親知は更迭されたときに毛利敬親からいただいた「親」の字を剥奪され清太郎という名前で罪状が書かれた。
また同日、月形洗蔵は高杉晋作と面会した。
月形は五卿を引き渡せば、萩政府と掛け合い決起の罪を軽くするよう交渉する旨を説いた。

#### 征長軍解兵令
12月27日、征長軍はついに解兵令を発し、長州征討は終了した。
ただし九州五藩の軍兵は、五卿受領が終了するまで残留する事とした。
同日、高杉は吉富村の吉富藤兵衛へ、密書を持たせ密使を派遣した。
密書には「井上聞多は拙者真の知己に御座候所　此節幽閉被候故　誠に以って遺憾之事に御座候　何卒して脱走致候手段共は無御座哉」とあり、負傷して俗論派に幽閉されていた井上聞多の奪還を依頼していた。
さらに「少々金入用に御座候所　中々金を出し候者も少なく困窮仕候間　老兄（吉富）兼而之御忠誠之事　四五百両も御恵被下候」とあり、同時に献金を依頼していた。
クーデターの最中であり事態が切迫していた為か、高杉は密使に対し、もし吉富が怪しい素振りを見せたり協力を断った場合は即座に刺殺するよう命じていた。
吉富はその場で協力を約束し献金に応じた。吉富はそれだけではなく自ら近隣の住民に呼びかけ、諸隊への直接参加の準備を始める。
同日、二卿が伊佐より功山寺へ帰還した。
12月28日、御楯隊が長府を引き払い、伊佐の諸隊の下へ向かった。
先に哀願書を出した事から推定すると、太田市之進も藩政府に恭順したようである。
これにより馬関の高杉ら遊撃隊はまったくの孤軍となる。
この後、五卿の下へ長州藩より告別使として根来上総が来訪して拝謁し、渡海を促す。

#### 諸隊解散令
同日、遊撃隊鎮静軍が諸隊へ出発した。
藩政府軍は伊佐の諸隊については恭順済みと認識しており、進撃路に陣取る伊佐の諸隊へ使者を送り、鎮静部隊が通行する際は道を明けるよう伝えた。
諸隊は藩政府軍の命令を拒否し、諸隊は萩に赴き陳情を行う用意があり、逆に鎮静部隊が道を開けるべきだと回答した。
藩の命令を拒否する諸隊を怪しんだ鎮静軍は使者を送り、諸隊に武器を返納し解散するよう命じた。
公爵山縣有朋伝によると、この時、伊佐の諸隊幹部は再度衆議を行い、馬関の高杉晋作に同調して決起することを決めたという。
ただし山縣は即座の戦闘開始に反対し、藩政府へ諸隊を武装解除すると偽り、武装解除する見返りとして、諸隊が度々提出していた武備恭順の建白書を承認するよう藩政府に要求することを決めた。
もちろん実際は武装解除せず、建白書が受け入れられなかった場合は、藩政府軍と戦端を開く決意をしていたという。
また諸隊幹部は藩の使者に対して、一度にすべての隊の武装解除を行うと動揺が大きいため、順次武装解除を進め1月3日までに諸隊を解散することを伝え、3日までに提出中の建白書への回答を行うよう伝言した。
諸隊側の資料には、解隊を了承した為、使者は笑顔で帰ったとの記述がある。
ただし藩政府側の資料には、復命した使者は、諸隊の顔には怒気があり不穏な空気であったと記述がある。
諸隊が俗論派の藩政府に恭順して伊佐に移った17日以降、二卿の萩行拒否、鎮静のための大軍派遣、7人の正義派高官の処刑、最後の正義派家老の切腹、また時期不明なれども萩に在していた南園隊が逃亡して伊佐の諸隊と合流するなど、正義派にとってボルテージの上がる出来事が頻発したのは間違いなく、複数の資料にある通り諸隊解散の命令の出た12月28日に、高杉とともに立ち上がることを決心したのは事実と思われる。
12月29日、征長軍総督府は吉川監物へ、正式に解兵令を伝えた。
戸川ら総督府内の幕臣が広島を離れ江戸へ帰国する。
同日、再び根来が五卿に拝謁し渡海を促す。
同日、長府藩三好新造は藩政府に対し、御楯隊が功山寺を離れ、諸隊と合流したことを報告した。
また遊撃隊を追討する際は、奇兵隊が在陣している美祢街道を通るべきでない事を合わせて報告している。

### 元治2年1月

#### 赤禰武人
元治2年1月1日、
公爵山県有朋伝によると赤禰武人は馬関にて伊藤を訪ね、両派混同論を説き、さらに高杉を罵倒する。
伊藤は赤禰と別れた後、事の顛末を共に馬関にいた遊撃隊に話した。
遊撃隊は大いに怒り赤禰を探そうとするが、危険を察した赤禰は即座に逃げ出し、翌日には九州へ渡ったという。
上述の様に、後に出世した功山寺挙兵参加者の多くが赤禰武人は俗論派に与した裏切り者であると証言している。
しかし赤禰武人はこれらの証言と当時の史料の間に矛盾がある人物でもある。
一時的にであれ諸隊が俗論派へ恭順した事実を糊塗するため、赤禰武人のみが俗論派に与し、赤禰のみが諸隊の足を引っ張ったとし、正義派は徹頭徹尾正義であったとするために、故意に赤禰をスケープゴートとして史料の改竄が行われたとする研究者もいる。
同日、藩政府軍より伊佐の諸隊へ使者が来て、期日までの武装解除を重ねて命令した。

#### 伊崎会所襲撃
1月2日、高杉は『討奸檄』という文章を起草し、兵を進め伊崎の会所を襲撃し金穀を奪った。この行動は先日の正義派高官処刑を聞いた高杉が怒った為とも、三日に予定されていた伊佐諸隊の決起の先駆けとも言われている。
また高杉はこの時の『討奸檄』を山県有朋へ渡すよう、白石正一郎へ依頼している。
同日、遊撃隊の参謀前原一誠が諸隊を訪問する。
また同日、吉川の使者が大阪薩摩藩邸を訪れ、薩摩藩の協力に謝意を示し、さらなる赦免斡旋を要請する。
さらに同日、小倉総督府は長府藩家老へ解兵の旨を授ける。
1月3日、建白書回答の約束の期限になっても藩からの使者は来なかった。
伊佐の山縣は、藩政府内の混乱を考慮してさらに一日の猶予を諸隊幹部へ懇請し承認されたという。
1月4日、征長軍総督徳川慶勝が広島を離れ帰国の途につく。
江戸の幕閣は総督府の長州処分が寛大すぎるとして使者を送り、『毛利藩主父子の江戸護送、五卿の江戸護送、江戸より指示あるまで軍兵を引揚げない事』を求めたが、既に解兵令が出た後だった。
慶勝は、毛利処分については江戸幕府より従軍した幕閣らとも相談したものであり、また今回の出征については総督である自分に全権が委任されていると言って取り合わなかった。
しかし江戸幕府はこの後も執拗に使者を送り、慶勝自ら江戸に上り状況を報告するよう求めた。
慶勝は困惑し江戸へ向かおうとするが、京都に入ったところで朝廷が滞京を命じた。
さらに朝廷は征夷大将軍徳川家茂の上洛の内命を下し、江戸幕府がその対応に追われるうちに慶勝の江戸行きは有耶無耶になった。

#### 絵堂の戦い
1月5日、諸隊は丸一日待機したがやはり藩からの使者は来なかった。
ここに至り山縣も戦争を決意した。
まず諸隊は、『戦書』を起草し、絵堂に屯している藩政府軍（前軍）の司令官である粟屋へ送付することにした。
内容は、俗論派が多数の正義派を惨殺・投獄した事を批判し、藩政府を煽動したとして椋梨藤太、岡本吉之進、中川宇右衛門ら俗論派の主要メンバーと戦争するというものであり、粟屋ら政府軍に恨みはないので、藩政府軍の参謀であり俗論派の代表格でもある岡本吉之進を引き渡して撤退し、今後は長州挽回のために力を貸して欲しいという内容である。
諸隊のうち、奇兵隊の一部、南園隊、八幡隊の200人が秘密裏に藩政府前軍の屯する絵堂へ行進した。
絵堂の藩政府軍の軍勢は1,000人と伝えられる。
1月6日夜、諸隊は絵堂に到着すると、中村芳之助が藩政府軍陣に馬を馳せた。中村は斥候番所を通過したが誰何されなかった。そこで直に粟屋帯刀の本営に赴き、戦書を投じた。
中村が帰陣した後、合図の大砲を撃ち開戦した。
諸隊は翌日未明までに藩政府前軍を破り、絵堂を占領した。
奇兵隊の一部は絵堂の外周を守備し明木本隊からの援軍に備えていた。
そこに藩政府軍の将、財満新三郎が数十人を率いて来た。
「諸隊が君公の命を奉ぜず、かかる乱暴に及ぶは何事ぞや」と叫ぶと、財満は奇兵隊の竹本多門が守備していた陣に突撃した。
竹本は財満を射殺させ、残る敵部隊を潰走させた。
この際、財満の懐を改めた所、俗論派藩政府が藩主父子の許諾を得ずに正義派高官を処刑したという書状が出て来たという。
長州藩の法律として、藩士の処刑にはかならず藩主の許しが必要であり、この文書は俗論派専横の証拠とされた。
以上が広く伝わる諸隊決起の状況であるが、資料によって多くの矛盾がある。
例えば諸隊決起のあった6日に、高杉が山縣・太田らへ手紙を送っている。
内容は「新兵を編せんと欲せば　務めて門閥の習弊を矯め　暫く機兆之者を除之外　士庶を不問　棒を厚くして　専強欲者を募り　其兵を駁するや　賞罰を厳命にせば　縦へ凶険無頼之徒と雖も　之れが用をなさざるといふ事なし」とあり、さらに「欲云事多々なれ共　委細は別紙にて御承知被下　鄙意を可とするの諸君は速に来関を給へ　生亦議する事あらんとす」と続く。
戦端を開いた当日の諸隊へ、新軍編成等の為に馬関へ赴くよう依頼する内容であり、長州内訌戦の最初の武力衝突となった絵堂の戦いの際、馬関の高杉と伊佐の諸隊が連携しておらず、高杉は諸隊が戦端を切る日取りすら知らなかった事を示している。
実は正確な日付は不明だが、絵堂の戦いの直前、荻野隊が藩政府へ帰順する気配があった。
山縣らは荻野隊に対して、立場を明確にし藩政府へ投降する場合は伊佐を引き払うよう迫った。
荻野隊は、諸隊が藩政府軍と戦端を開いた場合、荻野隊は『中立を保つ』と返答した。
そしてその後すぐ諸隊の陣から脱走し、荻野隊は藩政府軍へ投降、鎮静軍に合流してしまった。
また当初予定していた3日の開戦がずれ込んだ事や、諸隊600人の内200人しか絵堂の戦いに参加しなかった事は、荻野隊以外の諸隊も開戦に消極的であったことを示している。
すなわち日本近代史のターニングポイントである功山寺挙兵の実際の武力衝突は、諸隊の自然解散が眼前に迫り危機感を抱いた奇兵隊山縣有朋、南園隊総督佐々木男也、八幡隊総督赤川敬三ら強硬派の200人が、総大将格である高杉に伝える猶予のないほど切迫した状況の中、半ば衝動的に始めた可能性がある。高杉にしても軍艦を手放さずにいたところから、具合が悪ければ九州は幕軍で溢れているため上海へという目算を立てていた可能性がある。また財満が持っていたという文書についても、偽書であるという証言がある。

#### 太田の戦い
1月7日、山縣ら諸隊幹部は前日入手した財満の書状を諸隊に広く知らしめた。
諸隊隊士は俗論派の横暴を知り激高し、大いに士気が上がったという。
これ以降、伊佐の諸隊は一致しての行動を取るようになる。
同日、伊佐の諸隊の下に鎮静軍からの使者が来た。
藩政府軍は、いまだ諸隊の決起を把握できておらず、絵堂での戦闘は脱走した諸隊隊士による騒動だと誤認し、伊佐の諸隊本営に使者を送り、脱走した隊員を鎮圧することを求めた。
諸隊は衆議の後、明木の藩政府軍へ戦書を持たせた使者送った。
その伝言は、『諸隊は君側掃清の為めに戦を開いた。諸君は上使の故を以て、之が罪を問はぬのである。因て速に帰りて、此旨を我が君公に上申されたい。併し本道は諸隊の行進する所。請ふ間道より帰途に就くべし』という挑発的なものであった。
その後諸隊は、太田市之進・駒井政之進らに御楯隊分隊（50人）を与え補給路確保のため小郡まで南下させた。
小郡では櫻井慎平、佐藤新右衛門、北川清介、秋元新蔵らが決起に加わる。また小郡の庄屋たちは多額の金銭や大量の食料、それを運ぶ人夫として1,000人以上の人員を提供し、諸隊は補給路の確保に成功した。
残存諸隊は絵堂を占領したが防御に向かない地形であり数でも劣勢のため放棄して南進し、大田川流域の大田（秋吉台の南東）に出た。
討伐軍は秋吉台と権現山の間を通じる本道の大田街道、権現山東縁を流れる大田川沿いの谷間道（川上口）を南下すると予測した諸隊は本道には八幡隊、膺懲隊、本道左は南園隊、本道左の高台にある鳶の巣は御盾隊を、狭い川上口は奇兵隊を、本道と川上口が合流する大田勘場（役所）に本陣を置きV路上に陣地を形成した。
1月8日、馬関の白石正一郎の下へ、絵堂の戦いの一報がもたらされる。
ただし詳報はなかったようで、高杉らは白石邸に集まり今後の動向を衆議するのみであった。
1月9日、小郡を占拠した御楯隊分隊は、さらに部隊を分けて駒井政之助に統率させ、山口へ派遣した。
山口に現れた御楯隊の下に吉富藤兵衛、杉山考太郎らが仲間を語らい続々と集結する。
とくに吉富は高杉から決起を聞いていたため事前に準備を進めており、200人の仲間を連れて御楯隊に参加した。
また吉富は駒井へ、高杉から井上聞多奪還を依頼されていた事を告げる。
駒井等は衆議し、高位の藩士でもある井上聞多を奪還し、分隊総督とする事を決める。
吉富は井上聞多の兄、井上光遠と共に、負傷して俗論派の監視下にあった親類預の井上聞多をその日の内に奪還した。
1月10日、午前十時頃より大田に布陣する諸隊400人に対し、藩政府軍が攻勢をかける。
藩政府軍は本道を攻めつつ、主力を川上口にまわした。
奇兵隊の指揮官だった三好重臣（軍太郎）は敵の急襲に支えられず退却したが、本営の金麗社にいた総大将の山縣らは、自ら狙撃隊をつれてV路上の真ん中にある竹薮の中を進み、左翼より敵を狙撃させた。
山縣は川上口を支えるように厳命を下すと、奇兵隊の別隊長である湯浅祥之助の隊を横撃させた。
湯浅隊は大田街道右側の小山を駆け下りて敵の側面より攻撃し撃退した。
この際に鳥尾小弥太、山田鵬介の両伍長が活躍を見せた。午後四時頃、藩政府軍は総崩れとなり退却した。
同日、山口の御楯隊分隊の下へ、多治比・吉敷・門田・朝倉・三田尻等より、家士、神官、僧侶、農兵らの志願兵が続々と集結する。
御楯隊分隊は井上聞多を総監とし鴻城軍と名を改めて農兵らを吸収して本陣を常栄寺に移した。
この処置は、正式な藩士を担がずに農民らが集まって武装すると、一揆と見做され罪に問われる為とされる。

#### 高杉合流
1月11日、大田へ再び藩政府軍が大挙して襲来するも、諸隊はこれを防いだ。
同日、馬関にいた高杉と遊撃隊のもとに1月6日の勝利の詳報がもたらされる。高杉や伊藤らは、諸隊が立ち上がり、なおかつ勝利したことを非常に喜び、馬関に展開していた遊撃隊・力士隊を伊佐へ進め諸隊と合流する事を決意する。
高杉は山縣への返信書簡の端に以下の狂歌を書き添えた。
　　　わしとおまへは　焼山かつら　うらはきれても　根はきれぬ
1月12日、征長軍副総督松平茂昭が小倉を離れ帰国の途につく。
1月14日、本道の呑水峠（のみずたお）で午前10時より午後2時に渡る大規模な戦闘となるも、諸隊は藩政府軍の撃退に成功する。
同日、高杉らが合流し諸隊の士気は大いに上がった。
山縣は兵力が寡少である為これ以上の追撃に反対したが、高杉は決戦を主張した。
最終的に高杉の案が受け入れられ、赤村にある粟屋率いる前軍本営を夜襲する事に決まる。

#### 五卿九州行
同日、三條実美以下五卿が馬関より渡海した。
馬関に残存していた諸隊の留守部隊とそれを統括した伊藤俊輔は、五卿の渡海を邪魔しなかった。
五卿を止めなかった理由について、状況が不透明であり諸隊幹部としても挙兵成功を確約できず、万一の際は五卿へ多大な迷惑をかける可能性があったため、あえて五卿自らの判断に任せた為と言われる。
五卿の輸送は萩藩政府役人と、長府藩が実行した。
ただし五卿の長府滞留を強く願っていた高杉は後にこれを聞いて大いに怒り、深酒して以下の様に心境を歌った。
　　　死をもって　お留め申すぞ　お留まりなされ　長門の国にも武士もある

#### 赤村の戦い
1月16日、高杉等は遊撃隊を率いて街道沿いに進み、山縣は奇兵隊・御楯隊を率いて絵堂方面より進んだ。
そして粟屋の前軍が布陣する赤村を挟撃しこれを大いに破り、秋吉台周辺より敵を撃退した。粟屋は退却し明木の本軍と合流した。
この後、高杉は諸隊に向かって明木の討伐軍本営を衝くべきと主張したが、狭い山道を進むよりも山口に向かおうとした山縣は太田（御盾隊）、福田侠平（奇兵隊）、堀慎五郎（八幡隊）を集めて「もし諸君が明木に進軍するつもりなら私も異論はないが、それならば私を先鋒にしてもらいたい」と発言した。高杉は明木への進撃を撤回した。
大田・絵堂、赤村の戦いは元治の内乱における最大の激戦であり、戦死者は両軍合わせて40〜60名程度となる。
鎮静軍の敗北を知った俗論派の萩政府は、長州支藩ならびに岩国領の吉川経幹へ援軍を要請する。

#### 山口掌握
同日、山口の鴻城隊は萩から来た探索を捕縛し、佐々並に藩政府軍の先鋒隊が少数派遣された事を知る。
衆議の後、所郁太郎ら20人前後の小隊で襲撃することが決まる。
所らは佐々並口に居た番兵を射殺し、先鋒隊が駐屯していた佐々並の家屋に向けて発砲すると、佐々並口の先鋒隊はすべて逃亡した。
この時期、萩には正義派にも俗論派にも与せず、両派の軍事衝突回避を目指す杉孫七郎ら中立の長州藩士達がいた。
東光寺に屯集していた彼らは鎮静会議員とも東光寺派とも呼ばれていた。
東光寺派は度々敬親にも拝謁し、諸隊討伐を中止して専横を強める俗論派幹部を革職するよう建言していた。
また東光寺派は諸隊からも俗論派とは別であることが認識されていた。
そのため東光寺派は山口と萩を行き来し、正義派に萩の情勢を伝えたり今後の藩政改革を論じるようになる。
俗論派は東光寺派を疎ましく思い、度々解散を命じたが杉孫七郎らは応じなかった。
1月18日、山口を拠点とした御楯隊（鴻城軍）は、萩へ続く要所である佐々並の藩政府軍を襲撃し、その一部を占領した。
この頃井上は、俗論派が鎮撫の名のもとに藩主敬親自身を出馬させることを危惧していた。
井上は赤村に屯する諸隊へ使者を送り、藩主が出馬した際の対応を相談した。
井上は、もし藩主が出馬した場合は馬上で切腹し、反乱したことをお詫びする他ないと伝えた。
山縣は、俗論派が藩主を奉じるならば、諸隊は洞春公（毛利元就）の霊牌を押立て猛追し、俗論派が発砲するならばこちらも応じるのみだと答えた。
高杉は、非常時に議論に明け暮れるのは大馬鹿者であると言い、藩主父子が出馬するなら周囲に従う兵を全て打倒し藩主父子を諸隊陣営に迎え入れればよいと答えた。
井上は高杉・山縣らの説得を受け入れ、引き続き鴻城隊を指揮した。
馬関・山口の住民は、藩に反抗した諸隊を積極的に支援した。
諸隊には多くの人士が入隊を希望して殺到し、それとは別に千人以上の人夫が諸隊の為に物資の運搬などを無償で行い、地主や豪商は兵糧や多額の金銭を積極的に寄附した。
勝利と住民の支援で勢力を増し自信を深めた諸隊は、明木の藩政府軍を放置して、諸隊と諸隊幹部の大半を山口へ向かわせる。
諸隊は山口へ入ると諸隊会議所を開き、高杉晋作を統理に推挽して軍政を敷いた。
維新志士として不動の地位を占める高杉だが、名実ともに最高司令官であったのはこの時のみであり、またこの統理の地位もすぐに自ら手放すこととなる。
三田尻・小郡その他の各地の代官はことごとく俗論派に与した者であったが、彼らもすぐに恭順し、萩を除く防長すべてを正義派である諸隊が掌握するようになる。
1月21日、佐々並において、高杉らとも親しい清末藩藩主毛利元純が藩政府代表となり、諸隊と休戦条件について会談を行う。
藩政府は諸隊に佐々並から撤退することを要求したが、諸隊は拒否した。しかし両者は28日迄の休戦に合意した。

#### 収縮する俗論派
1月25日、藩主父子は東光寺派の建言を入れ、再び清末藩藩主毛利元純を山口の諸隊へ派遣し和平交渉を行わせようとするが、俗論派が大挙して押し寄せこれを阻止しようとした。
しかしこの日、諸隊鎮静総奉行毛利宣次郎は兵を率いて萩へ帰陣する。
また藩政府が支藩に求めていた援軍要請についても、正義派に同情的な長府藩藩主毛利元周らは最初から無視した。
岩国領の吉川経幹は要請に応え兵を挙げたが、和平使者として毛利元純が諸隊と交渉中だと聞くと岩国へ帰陣した。
継戦を望む俗論派の求心力は失われてゆく。
1月28日、藩政府は休戦の延長を申し入れたが諸隊は拒否した。
1月30日、奇兵隊は篠目口より榎木谷へ、遊撃隊は福江口より西市へ進撃を開始した。
また諸隊に属していた癸亥丸を萩城城外の海上に進出させ示威行動を行わせる。
この事態に敬親父子は主だった俗論派の重臣を革職した。
さらに諸隊に使者を送り、俗論派を革職したことと藩政改革を行う用意があることを伝えた。
これにより諸隊は進撃を止めた。

### 元治2年2月

#### 萩へ
2月2日、諸隊幹部は敬親父子へ停戦の合意と謝罪の手紙を送った。
2月5日、藩政府は萩城内の戒厳を解いた。
この時、俗論派の実戦部隊である撰鋒隊に不穏な動きがあった為、敬親はこれを召し出し解散させた。
同日、江戸幕閣は慶勝に、尾張藩兵を用いて毛利藩主父子を江戸へ護送すること、また総督として九州五藩に五卿もまた江戸へ護送することを命じるよう指示した。
慶勝はそんなことをすれば天下の大乱になると反駁し、一兵たりとも出兵させなかった。
そののち慶勝は朝廷に参内し、朝廷は凱旋の祝酒を送った。そして慶勝は朝廷に帰藩の暇を請い、承認されたため幕府の意向を無視して尾張藩へ帰った。
2月9日、長州支藩藩主の毛利元周と毛利元純が萩城に登り、藩主敬親、重臣と一堂に会して会議を行った。
毛利元周は諸隊追討を速やかに取り消し、諸隊の建白書を受け入れ、国内の統一を図るべきことを提案した。敬親父子はこれを了承した。
2月10日、東光寺派の香川半助、桜井三木三、冷泉五郎、江木清次郎らが山口に至り、高杉に萩の情勢を伝え将来の計画を協議した。
この時、高杉は香川ら東光寺派に諸隊と同一行動を取ることを求め、香川らはこれを了承した。
その夜、萩への帰路の明木付近で香川らは俗論派に襲われた。
江木は重傷を負いながらも助かるが、残る香川らは全員が殺害された。
俗論派は香川らの殺害を正義派によるものと喧伝した。
これを知った高杉ら諸隊幹部は俗論派に罪を擦り付けられるのを嫌い、萩を攻略して俗論派を完全に打倒することを決した。
2月14日、奇兵隊・八幡隊は松本より東光寺へ、南園隊・御楯隊は峠坂より大谷へ（うち一隊は明木を横切り川上へ）、遊撃隊は深川より玉江へ進軍し、萩城周辺を制圧した。
諸隊が明木に侵入したとの報せに接すると俗論派の幹部らは逃亡した。
癸亥丸が海上から空砲を撃ち示威活動をする中、諸隊は萩城へ入城する。
城内と萩市内は非常に混乱していたので、敬親が癸亥丸へ使者を遣わし発砲を止めさせた。
高杉らは野山獄に囚われた正義派を釈放した。
逃亡した俗論派の首魁である椋梨藤太、中川宇右衛門らは石州で捉えられた。
2月22日、敬親父子は先霊社の臨時祭を納め、霊社に参拝し、騒乱の責任を先祖の霊に謝罪し、維新の政治を敷くことを誓った。
2月27日、敬親父子は萩城を出立し地方巡視に出る。絵堂方面の戦地を視察し2月28日に山口に帰り、3月22日、高田殿を諸隊会議所と定めた。

### 元治2年3月

#### 戦後
3月15日、この時期、長州には奇兵隊・遊撃隊など叛乱前から存在する諸隊、鴻城軍など叛乱中に結成された有志隊などが混在していた。
この日、諸隊と有志隊は合流・整理され、奇兵・御楯・鴻城・遊撃・南園・膺懲・八幡・集義・萩野・第二奇兵の十隊にまとめられ、他は解体されることが決まる。
御楯隊は三田尻、遊撃隊は高森、膺懲隊は徳地、奇兵隊は馬関、八幡隊は小郡、集義隊は船木、鴻城隊は山口、南園隊は萩に屯し、四散した俗論派の撰鋒隊に備えると定められた。
東光寺派は福原良通を総督として干城隊を結成した。
干城隊は正式な藩士を中心とした隊であり世録隊とも呼ばれた。
高杉晋作は干城隊の結成を歓迎した。
高杉は、身分が低いにもかかわらず自分の決起に賛同せず、勝手に戦端を開き、一時は山口進撃にも反対した諸隊に不安感を持っていた。
毛利家家臣を自認する高杉は、非常時は仕方ないとしても、なるべく早めに封建制度を回復し、上の身分に下の身分が従う体制を取り戻すことが望ましいと考えていた。
そのため諸隊の上に干城隊が立ち、干城隊が諸隊を指導・統制する体制を目指そうとした。
高杉は知人に宛てた手紙に「農は農に帰し、商は商に帰し」と述べており、諸隊の廃止も考えていた。
しかし功山寺挙兵・元治の内乱をほぼ自力で勝ち抜いた諸隊と諸隊幹部は自信を深めていた。
各地に分散を命じられたにもかかわらず、諸隊は御親兵と称して藩主の側に兵を送り、積極的に藩政に関与するようになる。
結局、高杉は最初から最後まで諸隊を御しきれなかった。
高杉は諸隊を隷属させることを諦め、統理の座を降りて無役となり、伊藤と一緒にイギリス留学を志す。
しかし井上聞多が、諸隊の専横が強まっており残留するよう高杉に泣きつき、このイギリス留学も中止となった。
その後も幕府の征討軍を迎え撃つ長州は身分ではなく能力主義を採用し、元村医の大村益次郎の指導のもと諸隊を中心に軍備を整え、高杉はその一方面司令官となった。
3月17日、敬親は諸隊の総督と長州三支藩の家老を召し、武備恭順の対幕方針を確定した。長州藩は第二次長州征討へ備えることとなる。
慶応元年閏5月28日、野山獄にて椋梨藤太は息子とともに斬首され、二日後に中川右衛門らが切腹した。東光寺派を襲撃した俗論派も順次捕縛・処刑され俗論派は完全に潰えた。
ただ内訌戦終了後、複数の俗論派が捕縛されたが当初は野山獄には送られず他家預けとされていた。
俗論派は正義派からポストを奪う事に熱心であったが、同時期に生じた天狗党の乱のように、老若男女を問わない虐殺はしなかった。
わずか49石取りで俗論派首魁と唾棄された椋梨藤太は、正義派の取り調べに対し「私一人の罪ですので、私一人を罰するようにお願いします」と言った。
三家老や正義派高官の処刑、諸隊鎮静部隊の派遣についても総督府巡見使長谷川敬の意向であったことを知った正義派幹部は、俗論派の処置に躊躇したようである。
最終的に捕縛から2ヶ月経った5月に処刑されたが、この時の長州は武備恭順を決心しており、次なる戦争への戦意高揚という側面があった。
一連の元治の内乱は、内戦に至ったとはいえ幕府との戦争は回避しており、同時期の天狗党の乱と比較しても被害は少なかった。
内戦回避に尽力し、長州を救った脱藩浪士や福岡藩士、薩摩藩の西郷隆盛のその後の運命は過酷である。
脱藩浪士の中岡慎太郎、淵上郁太郎らは暗殺された。
加藤司書、月形洗蔵、喜多岡勇平、筑紫衛、建部武彦ら福岡藩士らは、乙丑の獄で全員刑死した。
西郷隆盛も、返しきれぬほどの恩を与えた山縣有朋に追い詰められ、西南戦争時に自決した。

## 後世の史家の評価
晋作研究者の一坂太郎は、その著書（「司馬遼太郎が描かなかった幕末」）において、晋作が挙兵したのは実際は功山寺ではなく下関だろうと推測している。しかしその根拠は、功山寺は長州藩支藩である長府藩の地にあり、長州藩へ真意を正すという意味では長州藩が直接支配している下関の会所で挙兵したと考えるのが妥当であるというもので、信頼できる一次史料によるものではない。上述の通り、挙兵の前に晋作は功山寺を離れて下関入りしていること、最初の襲撃地が下関新地の会所であるとしても、功山寺に五卿がいたこと、伊藤博文率いる力士隊が功山寺周辺に控えていることから、功山寺を挙兵の出発点としても矛盾はない。